# Dúbravy
Dúbravy é um município da Eslováquia, situado no distrito de Detva, na região de Banská Bystrica. Tem 19,55 km² de área e sua população em 2018 foi estimada em 937 habitantes.

## Demografia
| Ano:        | 1994 | 2004   | 2014   | 2024   |
| ----------- | ---- | ------ | ------ | ------ |
| Broj ljudi: | 1011 | 1002   | 929    | 955    |
| Razlika:    |      | -0,89% | -7,28% | +2,79% |

| Ano:               | 2023 | 2024   |
| ------------------ | ---- | ------ |
| Número de pessoas: | 959  | 955    |
| Diferença:         |      | -0,41% |